# Oficer i morderca
Oficer i morderca (ang. An Officer and a Murderer) – kanadyjski film kryminalny z 2012 roku w reżyserii Normy Bailey, oparty na prawdziwej historii.

## Opis fabuły
Pułkownik Russell Williams (Gary Cole) służy w Kanadyjskich Siłach Powietrznych. Wraz z żoną Mary (Nahanni Johnstone) tworzy znaną i wpływową parę w kraju. Tymczasem agentka Jennifer Dobson (Laura Harris) i agent Nick Gallagher (Rossif Sutherland) szukają przestępcy, który podkrada damską bieliznę, stając się z czasem gwałcicielem i mordercą. Opinia publiczna jest zbulwersowana, gdy okazuje się, że ślady prowadzą do bazy wojskowej w Trenton, dowodzonej przez pułkownika Williamsa.

## Obsada
- Gary Cole jako pułkownik Russell Williams
- Laura Harris jako detektyw Jennifer Dobson
- Rossif Sutherland jako detektyw Nick Gallagher
- Nahanni Johnstone jako Mary Elizabeth Harriman
- Catherine Disher jako kapitan Catherine Novak[1]